# Campoplex mandibularis
Campoplex mandibularis là một loài tò vò trong họ Ichneumonidae.